# Ceriale
Ceriale (Seiò en el dialecte cerialès; en ligur O Çejâ) és un comune italià, situat a la regió de la Ligúria i a la província de Savona. El 2015 tenia 5.561 habitants.

## Geografia
Té una superfície de 11,21 km² i les frazioni de Peagna. Limita amb Albenga, Balestrino, Borghetto Santo Spirito, Cisano sul Neva i Toirano.

## Evolució demogràfica
| Gràfica d'evolució de Ceriale entre 1861 i 2011 |
|                                                 |
| Font: ISTAT                                     |